# Kele Judit
Kele Judit (Nagykanizsa, 1944. november 21. –) magyar filmrendező, textilművész, díszlet- és jelmeztervező.

## Életrajza
Tanulmányait 1974 és 1978 között a Magyar Iparművészeti Főiskolán végezte, majd 1981-től a Színház- és Filmművészeti Főiskola  díszlet- és jelmeztervező szakán tanult. 1981 óta él külföldön: előbb Franciaországban, Párizsban, később Strasbourgba költözött. New Yorkban és Barcelonában járt tanulmányúton. 1979-ben dolgozott a Velemi Textilművészeti alkotótelepen, ahol a textil és a test kapcsolatával kezdett foglalkozni. Filmjet nemzetközi versenyeken is díjazták.

## Díjak/ösztöndíjak
- 1996 • SACEM, Festival de Lussas (FR), zenés dokumentumfilm kategória, Grand Prix
- 1999 • SACEM, dokumentumfilm kategória, Grand Prix de création
- 2000 • Festival International du Film, Montréal, Grand Prix Pratt et Whiteney.

## Egyéni kiállítások
- 1977 • Velemi Textilművészeti Alkotótelep (akció)
- 1980 • Time Wall Paper (művészfilm), Biennale de Paris (F) • Time Wall Paper (művészfilm), Living Art Museum, Amszterdam (NL) • Time Wall Paper (művészfilm), Studio Théâtre d'en Face, Párizs (F) • Time Wall Paper (művészfilm), Galerie Calibre 33, Nice (F) • Time Wall Paper (művészfilm), Galerie Arte Verso, Gênes (F)
- 1982 • Time Wall Paper (művészfilm), 2e Festival International de Arte Viva, Almada (P)
- 1983 • Concert Klangplastik, M. d'Art Moderne de la Ville de Paris, Párizs (F)
- 1984 • Modelectricité c. performance, Electra, M. d'Art Moderne de la Ville de Paris, Párizs (F).

## Válogatott csoportos kiállítások
- 1979 • Textil textil nélkül, Fiatal Művészek Klubja, Velemi Alkotóműhely.

## Rendezései
- 1985 • Csókolom, Nouvelle Biennale de Paris [Roberto Martinezzel, zene • Katja Saariaho], Théâtre de la Villette (F)
- 1988 • Visdei, Hanca • Les douze coups de cœur de Minuit, UNESCO, Párizs (F).

## Díszlet- és jelmeztervek
- Illyés Gyula: A Szabin nők elrablása, Csiky Gergely Színház, Kaposvár, 1973
- Tliruusi, Tauno: Carrière, Nemzeti Színház, Helsinki, 1975
- Ostrovski Sándor: Zivatar, Nemzeti Színház, Miskolc, 1976
- Feydeau, Georges: Bolha a fülbe, Nemzeti Színház, Miskolc, 1977
- Déry Tibor: Óriáscsecsemő, Nemzeti Színház, Pécs, 1978
- Ledinsky, Marton: Castor et Pollux, film, 1980
- Ikleff, Anne: Le Petit Chaperon Rouge (38e Festival de Cannes), film, 1985.

## Performanszok
- 1982 • Le Jardin de Mod'Art, Nanterre (F)
- 1983 • Művészeti árverés [Roberto Martinezzel és François Darrasse-szal], Savaria Múzeum, Szombathely • Les musiciens de Nanterre, M. d'Art Moderne, Nanterre (F).

## Filmjei
- Rendezés Budapesten (forgatókönyv: Kele Judit, rend.; Robert, Jean-Denis), La Sept, 1990
- Ligeti György (forgatókönyv: Kele Judit, rend.: Follin, Michel), ARTE, 1993
- Kurtág György: L'Homme Allumette (Gyufaember), ZDF/ARTE, Film d'Ici, Hunnia Filmstúdió, 1996 (rend.)
- Exercices, ZDF/ARTE, Film d'Ici, 1996 (rend.)
- Maresz, Yan: Metallics, Film d'Ici, Muzzik, Centre Georges Pompidou, Ensemble InterContemporain, IRCAM, 1999 (rend.)
- A hetedik ajtó, Eötvös Péter, ZDF/ARTE, Film d'Ici, Hunnia Filmstúdió, 1998-99 (rend.)
- En souvenir de Trois soeurs, MCM Classique Jazz, Muzzik, Film d'Ici, 1999 (rend.)
- Budapest, L'écume des villes, Film d'Ici, 1999 (rend.)
- Strasbourg, Budapest, Voyage-Voyage sorozat, Film d'Ici-ARTE, 2000 (rend.)
- Apokaliszt, 2011.

### Előkészítés alatt
- Báthory Erzsébet, Film d'Ici, 2000 (rend.)